# Вокуста (Мичиген)
Вокуста (Мичиген) (енгл. Wacousta) насељено је место без административног статуса у америчкој савезној држави Мичиген.

## Демографија
По попису из 2010. године број становника је 1.440.
| Група             | 2000.    | 2010.         |
| Белци             | 0 (0,0%) | 1.346 (93,5%) |
| Афроамериканци    | 0 (0,0%) | 22 (1,5%)     |
| Азијати           | 0 (0,0%) | 11 (0,8%)     |
| Хиспаноамериканци | 0 (0,0%) | 26 (1,8%)     |
| Укупно            | 0        | 1.440         |